# 莫斯科電影製片廠街
莫斯科電影製片廠街（俄语：Мосфи́льмовская у́лица）是俄羅斯首都莫斯科西行政區拉緬基區一條街道，位於莫斯科河及其支流謝通河之間。長3,000公尺。
1939年以位於本街1號的莫斯科電影製片廠命名。多國駐俄羅斯大使館亦座落於本街上。
當地在17世紀時是拿破崙時期擊敗法國軍隊的庫圖佐夫將軍家族的莊園。現存建築有聖三一教堂（1644—1645，18號а）。

## 座落本街的外國駐俄使館
- 利比亞大使館（俄语：Посольство Ливии в России）
- 科威特大使館
- 塞爾維亞大使館（英语：Embassy of Serbia in Moscow）
- 馬來西亞大使館
- 波士尼亞大使館（俄语：Посольство Боснии и Герцеговины в России）
- 尼加拉瓜大使館
- 巴拿馬大使館
- 德國大使館
- 瑞典大使館（英语：Embassy of Sweden in Moscow）
- 匈牙利大使館
- 羅馬尼亞大使館（俄语：Посольство Румынии в России）
- 保加利亞大使館（俄语：Посольство Болгарии в России）
- 朝鮮大使館

另外阿拉伯聯合大公國大使館及安哥拉大使館位於鄰近的奧洛夫·帕爾梅街。中國大使館位於距本街十分鐘路程的友誼大街6號。